# Samuel Molina
Samuel Molina y Bazán (Catamarca, 1812 - Buenos Aires, 1880) fue un empresario y político argentino, segundo gobernador federal constitucional de la provincia de Catamarca, entre 1859 y 1862.
Samuel Molina era hijo del dirigente federal catamarqueño Don Martín Molina -quinto hijo del militar Alejandro Molina, muerto en Río Pasaje defendiendo la retirada del ejército de Belgrano- y de Margarita Bazán -hija de Antonio Bazán y Juana Segura, naturales ambos de Fray Mamerto Esquiú-. Margarita Bazán fue la primera esposa de Martín Molina; de ese matrimonio nacieron Magadalena, Crisanta, Genoveva, Eudosia, Daría, Samuel, Federico y Mardoqueo. Enviudando Martín Molina casó con Josefina Nieva y tuvo tres hijas más: Emilia, Corazón y Balvina. Martín Molina era hermano de Victoriano Molina. Por ende, Samuel era primo hermano de Próspero Molina.
Contrajo matrimonio con Primitiva Segura Augier, hija de Pedro Ignacio de Segura y Cubas y de María Victoria Augier y Correa perteneciente a una de las familias de mayor participación unitaria y liberal en la provincia de Catamarca, sobrina del derrocado gobernador unitario de Catamarca en 1841 Francisco Marcelino Augier y Correa y del Obispo, y Monseñor de Paraná José Gabriel Segura y Cubas.   
La hermana mayor de Samuel Molina, Magadalena Molina y Bazán. era la esposa del dirigente federal Tadeo Acuña padres del gobernador catamarqueño Joaquín Acuña.

## Empresario minero y banquero
En el año 1853 Samuel Molina abandona la casa paterna de Valle Viejo y se instala en la ciudad capital, en una casa que hizo construir en la calle República frente a la plaza principal; allí fundó en sociedad con don Pastor Olmos de Aguilera primero y después con su hermano Mardoqueo Molina (Gobernador) -muerto el primero- una casa de comercio en reducidos ramos. Compraba también las frutas del interior de la provincia exportándolas al exterior con relativas ganancias. Con el producido de éstas y sus ahorros provenientes de sus trabajos en los campos familiares inició una verdadera actividad industrial en Catamarca. 
La casa Molina Hermanos (con tal nombre giraba la sociedad) se proyectó nacionalmente y fue indudablemente la institución financiera superior en Catamarca. En 1857 los socios propietarios de Molina Hermanos -los hermanos Mardoqueo y Samuel Molina- se asocian con Don Adolfo Carranza para reiniciar la explotación de las minas Capilitas de Andalgalá.
La explotación de la mina y luego el acarreo y fundición del metal exigían trabajo excesivo con una rendición arbitraria; agréguese a ello que el oro extraído era acarreado en barras a lomo de mular para luego fundirlo en los hornos, para cuya construcción se empleaba el ladrillo refractario importado desde Europa a altos precios. Esto último hacía inviable la explotación. Fue Samuel Molina quién superó la dificultad pasando a construir los ladrillos refractarios en la propia Catamarca, usando una mezcla de caolín de Pomán (empleado por primera vez) y la lama de los ríos.
La Casa Molina Hermanos subsanó la inexistencia de Bancos, convirtiéndose en el banco privado sobre el que giraba toda la actividad económica catamarqueña, incluida la del gobierno provincial. Con los excedentes de la explotación minera de oro y plata, la casa Molina Hermanos otorgaba créditos de distinto tipo para el desarrollo de otras actividades productivas en la provincia.

## Gobierno
Asumiendo el cargo Samuel Molina expuso como programa seguir la línea progresista de su predecesor el general Octaviano Navarro de quien había sido Ministro de Gobierno; alineado siempre al Partido Federal y a su jefe natural después de Caseros el general Justo José de Urquiza.
Acompañaron como ministros de gobierno a Samuel Molina, sucesivamente, los abogados Vicente Bascoy y Fidel Castro.
Durante la administración de Molina se amojonó la ciudad capital de Catamarca y se realizó el primer plano de ella, obras encomendadas al ingeniero D. Plácido Aymó. Molina auspició la creación del Poder Municipal de la provincia "para ajustarse a la prescripción de la Constitución Nacional, y para deslindar la jurisdicción de la Policía, la Justicia y el Municipio, hoy tan confundidos..."; concedió becas a varios jóvenes para que estudiaran en el Colegio Nacional de Córdoba; decretó la venta de fundos capellánicos de acuerdo a una comisión eclesiástica designada por el Diocesano; integró la Corte de Justicia con letrados; dispuso la reparación y ensanche de los caminos públicos; fomentó la industria minera y la enseñanza primaria; prohibió el ejercicio ilegal de la medicina; decretó primas a los cazadores que matasen aves de rapiña y fieras que provocaban innumerables daños al ganado; colaboró empeñosamente en la construcción del actual Santuario de Nuestra Señora del Valle.
El gobernador Molina fue ejemplar en su administración. Los disturbios exteriores y los múltiples inconvenientes que en el interior de la provincia surgieron hicieron pesada la administración. No obstante los presupuestos se cerraron sin pérdidas, y al renunciar al cargo el último año de su gobierno arrojó un significativo superávit de 20.000 (veinte mil) pesos bolivianos, hecho inédito en la historia de la provincia.
Su importante obra de gobierno se vio interrumpida a consecuencia de los decisivos sucesos políticos acaecidos entre Mitre y Urquiza en el litoral.

## La actual Catedral de Catamarca
El cuarto templo de la Virgen del Valle -que tuvo algo más de un siglo de existencia- se derrumbó luego de la tradicional misa de la Virgen el sábado 6 de diciembre de 1862. Este derrumbe ocasionó víctimas especialmente entre las mujeres y niños por ser la nave de ellos la que se cayó.
La caída del templo no se debió empero a sus malas condiciones, sino a que su techo había sido parcialmente demolido con el objeto de deshacer íntegramente el edificio y levantar en su lugar otro. En efecto: el templo destinado a la veneración estaba algo viejo y deteriorado, y el gobernador Molina conjuntamente con algunos vecinos notables proyectaron de acuerdo con el cura párroco don Luis Gabriel Segura (futuro obispo de Paraná) la construcción de una nueva iglesia, con magnitud de catedral. 
Las diligencias empezaron con indescriptible entusiasmo. Los sacerdotes por un lado y los civiles por el otro, creyentes sinceros animados por una fe ilimitada, pusieron su desinteresado y empeñoso trabajo en la construcción de esta obra.
El 17 de octubre de 1859 el gobernador Samuel Molina presentó a la Legislatura un interesante proyecto de Ley de Redención de Capellanías a fin de reunir fondos y con ellos ayudar -de acuerdo con la autoridad eclesiástica- a la construcción del templo.
La ley fue sancionada al poco tiempo pero las autoridades episcopales de Salta pusieron un sinnúmero de dificultades para autorizar la inversión de los fondos en la forma deseada. La cuestión duró mucho tiempo cruzándose en él varias notas en las que se trasluce el sano propósito del gobernador Molina. Por su parte la autoridad episcopal de Salta oponía esas resistencias por el propósito que tenía, como luego lo manifestó, de destinar esos fondos a la construcción de la Catedral de Salta.
Las diligencias se continuaron y recién dos años después se consiguió del Nuncio Apostólico la autorización correspondiente para el uso de los fondos capellánicos. Al conseguirse esa autorización ya el templo había sido demolido y levantada la nave principal. La obra fue contratada por el vicario Luis Gabriel Segura (16 de abril de 1859) y firmada también por el jefe de policía Fidel Castro en representación del Poder Ejecutivo de la provincia. Los arquitectos iniciales fueron Don Carlos Tenivella y Natalio Balloca, completándola finalmente el arquitecto Caravatti.
Años después continuó la obra el Cura Párroco Don José Facundo Segura, virtuoso sacerdote que consagró sus días a la construcción del templo. La Catedral fue obra de un pueblo. No fueron obreros contratados los que allí trabajaron, fue todo el pueblo sin distinción de sexo o de clase. Es tradición en Catamarca, que hasta las más distinguidas damas de la ciudad, después de la misa de la Virgen se llegaban hasta el cercano río a traer en sus mantas la arena destinada a la construcción. En esa forma veíanse largas caravanas encabezadas por el cura Segura que montado en una vieja mula dirigía esos voluntariosos obreros que hacían todo como un piadoso voto sagrado a la Virgen.     

## Nuevamente la Guerra Civil - el coronelOctaviano NavarroJefe de la 4a. Circunscripción Militar del Noroeste. La Batalla del Manantial
La vida pacífica de Catamarca vino a ser perturbada por la ruptura de relaciones entre la Confederación y Buenos Aires, causada por la actitud hostil de esta última al desconocer el pacto del 11 de noviembre de 1859. Esta situación desencadenó otra vez la guerra civil.
Para reprimir la sedición de Buenos Aires, el presidente Derqui movilizó las tropas del litoral, que quedaron al mando de Urquiza, y él se trasladó a Córdoba, donde creó el Ejército del Centro, dividido en cinco cuerpos: el 1°, con fuerzas de Córdoba, comandadas por el general José María Francia; el 2°, con las de San Luis, al mando del general Juan Sáa; el 3°, con las de Mendoza, San Juan y La Rioja, al mando del general Angel Vicente Peñaloza; el 4°, con las de Catamarca, Santiago del Estero y Tucumán, al mando del coronel D. Octaviano Navarro; y el 5°, con Salta y Jujuy, comandadas por el general D. Rudecindo Alvarado.
Navarro fue nombrado además, el 17 de julio de 1861, interventor nacional de Santiago del Estero, para reponer al gobernador
D. Pedro Ramón Alcorta derrocado por una revolución de los Taboada, aliados y amigos de Mitre. Posteriormente Navarro recibió instrucciones del Presidente Derqui de situarse en la frontera de Santiago, atento para obrar y a la espera de nuevas órdenes, que le transmitiría en caso de que las autoridades de la provincia le negasen rápida obediencia.
Navarro organizó un ejército con tropas de Catamarca, a las que debían unirse las de Tucumán y Salta. Contaba en total con más de dos mil hombres. Instalado en Albigasta, departamento de La Paz, conferenció con el gobernador de Tucumán D. Salustiano Zavalía que le prometió un contingente adicional de 200 hombres. Navarro no necesitaba esa fuerza, pero con ello quería hacer saber a los Taboada cual era el partido que había tomado Tucumán en la emergencia.
Navarro estaba a punto de avanzar sobre Santiago del Estero cuando supo que una revolución había derrocado a Zavalía, y colocado en su lugar a D. Benjamín Villafañe, de filiación liberal, quién designó ministro de gobierno al presbítero José María del Campo, conocido comúnmente como el Cura Campos. Zavalía, en vez de resistir a los rebeldes, renuncia y le pide a Navarro que no intervenga en el conflicto tucumano, porque no deseaba volver al gobierno. Esta curiosa actitud de Zavalía obligó a Navarro a marchar sobre Tucumán, a fin de restablecer el orden perturbado. Sus tropas fueron reforzadas con la de Celedonio Gutiérrez, de Tucumán, y las de Aniceto Latorre de Salta.
Alentado por las noticias favorables sobre la batalla de Pavón, Navarro invadió resueltamente Tucumán, derrotando al cura José María del Campo en Manantial, el 4 de octubre de 1861, sometiendo a la Provincia de Tucumán alzada contra el gobierno nacional y colocando finalmente a un federal al frente del gobierno tucumano: José Manuel Terán, adicto al gobierno de Paraná. Designó Navarro a D. Celedonio Gutiérrez jefe militar de la Provincia y marchó sobre Santiago del Estero.
Ante el avance de Navarro, los Taboada evacuaron la ciudad y se replegaron hacia el sud, donde organizaron la resistencia. El 1 de noviembre el comisionado nacional tomó la ciudad y designó a D. Ramón Salvatierra para que ocupase el gobierno hasta que regresara el depuesto Pedro Ramón Alcorta. Navarro salió en persecución de los Taboada; pero de improviso dio orden de retirada. Acababa de anoticiarse del triunfo de Mitre en Pavón, y comprendió que sus esfuerzos serían inútiles.

## Repercusión del triunfo de Pavón en Catamarca - Mediación del General Peñaloza y del Obispo Segura para evitar una invasión santiagueña
El triunfo de Mitre en Pavón, el 17 de septiembre de 1861, cambió el panorama político del país y, como es natural, también el de Catamarca. El Partido Federal no estaba ya en el poder nacional.
No obstante la alarma que produjo esta noticia, entre los federales que gobernaban Catamarca, no dejaban de abrigar la esperanza de un desquite de Urquiza, conocedores de sus extraordinarias dotes guerreras. Samuel Molina hizo aprobar una ley el 22 de octubre de 1861, por la que se facultaba al Poder Ejecutivo para que hiciera uso de los fondos públicos, y aún empeñara los bienes fiscales que fueran necesarios para mantener la situación. Pero el cielo se nublaba para los federales.
Al retirarse Navarro de Santiago del Estero los Taboada atacan Tucumán, librándose el combate del Ceibal, en las inmediaciones de la ciudad, donde derrotan a las fuerzas de Gutiérrez y Latorre. Despejado el campo de adversarios, los Taboada designan gobernador interino al excura D. José María del Campo, entusiasta partidario de Mitre; y regresan a Santiago, dispuestos a invadir Catamarca y Salta pues se hallan ansiosos del tomar el desquite y de afianzar su hegemonía en el norte del país.
En vista de tales amagues, el gobernador Molina y el general Navarro piden el auxilio del general Angel Vicente Peñaloza, quién no tarda en hacerse presente en Catamarca con 600 jinetes. Don Manuel Taboada, que había iniciado su marcha sobre Catamarca, prudentemente regresa a sus lares, al anoticiarse de que el caudillo riojano había acudido al llamado de Molina y Navarro.
Casi conjuntamente con el Chacho, arribó a la ciudad del Valle el Obispo de Paraná -catamarqueño de origen-, Monseñor Luis Gabriel Segura, prestigiosa figura del clero y amigo personal de los hombres de la situación de la provincia. Se entrevistó con éstos, y les demostró que era inútil toda resistencia a Mitre, que Urquiza no buscaría la revancha, y que lo que convenía era evolucionar diplomáticamente hacia el nuevo orden.
En consecuencia, Peñaloza y Navarro se dirigen a los Tabaoda ofreciendo la paz; en igual sentido le escriben al general Wenceslao Paunero, Jefe de las fuerzas mitristas del interior. Por su parte el gobernador Molina envía al joven Fidel Castro ante el gobernador de Córdoba, Doctor Marcos Paz, pidiéndole su mediación para evitar una invasión de fuerzas irregulares de Santiago; al regresar Castro es enviado conjuntamente con el padre fray Mamerto Esquiú ante los feroces Taboada, proponiendo un arreglo honorable. En ese difícil momento Samuel Molina le escribe al Presidente Bartolomé Mitre, aceptando la nueva política y ofreciendo su renuncia y hasta el exilio, con tal de que se evitara una invasión santiagueña.
El general Peñaloza escribe dos memorables cartas a los Taboada de fecha 8 de enero de 1862; una para ambos y otra particular para D. Antonio Taboada. El obispo de Paraná, Monseñor Segura -que antes de arribar a Catamarca había estado con Mitre en Rosario- le escribe al Presidente el 13 de enero de 1862: 
"Todos los hombres de esta provincia anhelan la paz, señor general, y esperan confiados en que V.E. pondrá los medios que le aconsejen la prudencia y patriotismo para sostener las depredaciones innobles que se perpetran diariamente por las fuerzas de Santiago del Estero.
Aceptando las inspiraciones de su corazón eminentemente patriota y argentino debe tender por compasión una mano protectora a estos desgraciados pueblos y efectuar la unión de todos los hombres ..."
Mientras tanto, instigado por los Taboada, se subleva el coronel José Domingo Bildoza, antiguo jefe unitario, en los departamentos de El Alto y Ancasti, amagando caer sobre Catamarca. 
Los Taboada no contestan a las proposiciones amistosas de Molina, de Navarro y de Peñaloza. Sólo aspiran a cobrar represalias. Sus comunicaciones a Marcos Paz trasuntan exageraciones con respecto a los preparativos bélicos de Catamarca.
Ante el mutismo de los hombres de la nueva situación y a pedido de Celedonio Gutiérrez, el Chacho Peñaloza marcha a Tucumán, donde se ve obligado a presentar batalla al Cura Campos en gran inferioridad de condiciones, siendo derrotado en Río Colorado (Famaillá). Después de este descalabro el Chacho regresa a La Rioja con sus parciales.

## Galíndez reemplaza a Molina - Mitre designa interventor de Catamarca al Dr. Marcos Paz
El General Mitre comprendiendo la necesidad de pacificar los espíritus y arribar a un entendimiento general, se dirige el 22 de enero de 1862 a D. Manuel Taboada: 
"En comunicaciones oficiales y confidenciales recibidas del Gobierno de Catamarca, se me hace saber que aquella provincia se preparaba, auxiliada por el General Peñaloza, a resistir la guerra con que la amaga Santiago del Estero, agregando que esa guerra carece de objeto por cuanto Catamarca se apresura a reconocer el orden de cosas que emana de los principios triunfantes en Pavón y en el Ceibal ...
Excuso extenderme con Ud. en las consideraciones generales que hacen preferible la guerra al empleo de los medios pacíficos, cuando con ello se consigue el resultado que se busca, y me limitaré a apuntarle dos consideraciones que juzgo capitales. La primera es la funesta semilla de rencores y de antagonismos inveterados, que deja entre provincias vecinas el empleo de las armas. La segunda es que la situación porque está pasando la República, no puede prolongarse sin peligro, y es necesario que todos trabajemos con la mayor actividad y celo en reconstruir prontamente la nacionalidad ..."
También se dirige Mitre al general Peñaloza, agradeciéndole sus deseos de solución pacífica de la situación en que se encuentran Catamarca y Santiago, pero le anuncia que "con el objeto de no retardar la urgente reconstrucción de los poderes nacionales que deben surgir de la convención de un nuevo Congreso, he nombrado con carácter de comisionado nacional cerca de las provincias del Norte al Excmo. señor Gobernador de Córdoba, coronel doctor Marcos Paz, encargándole de arreglar pacíficamente la cuestión de Santiago del Estero y Catamarca ..."
Sabedor de esta noticia el gobernador D. Samuel Molina renuncia el 1° de febrero de 1862 y es elegido por la legislatura en su reemplazo D. Francisco Ramón Galíndez, hombre pacífico y alejado de los ajetreos políticos. Comunícase este cambio a Mitre y a Marcos Paz; pero éste, que ya había iniciado su marcha sobre Catamarca con 300 infantes de línea, 300 de caballería y dos cañones, le escribe al Gobernador de Buenos Aires, desde Quilino (Córdoba) el 7 de febrero de 1862:
"Por la correspondencia oficial que le dirijo, verá el cambio de Gobierno que ha tenido lugar en Catamarca, y con el que se aparenta dar una satisfacción al nuevo orden de cosas triunfante en toda la República. Pero es preciso que usted sepa que en ese cambio nada ha cambiado; que los mismos hombres, la misma Sala, Navarro y Molina, están detrás de ese nuevo Gobernador, aunque se titule liberal, y aunque proclame el programa victorioso del Gobierno de Buenos Aires ... Pienso, pues, que debe desconocerse todo eso (...) es por esto que yo voy a Catamarca resuelto a no aceptar ese armazón de Gobierno, y a hacer que los Navarro, que están dominando esa provincia desde antes de la caída de Rosas hasta este momento, dejen definitivamente el poder; que el pueblo libremente nombre un Gobernador interino, el cual presida la elección del propietario conforme a su Constitución local, y que el partido liberal se levante, por fin, en aquella provincia, salvando así el decoro de los principios triunfantes en Pavón".
Al llegar el Comisionado Nacional con sus tropas a Catamarca los jefes federales abandonan la provincia, refugiándose algunos en Bolivia y, otros en sus fincas de la campaña, por temor a alguna represalia. El gobernador Galíndez al verse desamparado, resignó el poder en Don Moisés Omill figura adicta al partido liberal.
El gobernador delegado, fiel instrumento del Comisionado, accedió a todas sus pretensiones. El 3 de marzo de 1962 convocó al pueblo de la Capital de Catamarca para elegir nuevo gobernador, resultando electo Don José Luis Lobo. Se dispuso la cesantía de todos los funcionarios y empleados de la administración anterior, y la formación de una legislatura liberal o mitrista, la que eligió el 1° de abril gobernador interino a D. Moisés Omill. Cumplido esto, el Comisionado Marcos Paz regresó a Córdoba.
Con esta intervención se inicia la sucesión de gobernadores liberales de Catamarca que pasará a la historia como la noche de los siete años.

## Últimos años
Presente Marcos Paz en Catamarca, el exgobernador Samuel Molina huye primero a Belén, luego a Salta y de allí pasa a Buenos Aires. Entra en un ostracismo político, aunque sigue solapadamente al tanto los hechos políticos de su provincia. Privadamente trabajó desde Buenos Aires para la mejora de los caminos a Pomancillo y a La Puerta que conducían a sus propios campos en Singuil. Continua asimismo explotando las minas Capillitas en Andalgalá y el Banco "Molina Hermanos". Para ello cuenta con su hermano Mardoqueo Molina (Gobernador) que permanece en la provincia.
En 1869 fue nombrado presidente de la comisión encargada de preparar las muestras con que Catamarca debía estar representada en la exposición de Artes y Productos Nacionales.
En 1873 y vuelto el general Octaviano Navarro a ocupar por segunda vez la gobernación de Catamarca, Samuel Molina es designado Senador Nacional. No siendo un orador brillante integra las comisiones de presupuesto y mineralogía, materias en las que tenía conocimientos superiores a sus colegas. Trabajó entusiastamente en los estudios del F.C. Trasandino. Por sus gestiones se hicieron las primeras excavaciones en las zonas sedientas de Catamarca y La Rioja en busca de aguas artesianas. Molina tenía un criterio al respecto; opina que las aguas de lluvias, productos de deshielos, etc. debían internarse en la tierra como consecuencia de su permeabilidad, lo que hacía suponer la existencia de corrientes subterráneas. Consiguió también la creación de una escuela de Minería en Catamarca, la que después se trasladó a San Juan por falta de auspicio de la primera.
Fue partidario de la federalización de Buenos Aires, pero no consiguió ver ese anhelo pues murió el 18 de junio de 1880, iniciada la revolución de 1880, estando Buenos Aires bajo la acción de un sitio por agua y tierra, y el Gobierno Nacional instalado en Belgrano, declarado capital provisoria de la República y a donde se había trasladado la mayoría del Senado, razón por la cual no le hicieron al Senador Molina y Bazán todos los honores finales que correspondían a su cargo y trayectoria.
Con el título de un viaje en 1860, el Profesor Rafael González traduce un capítulo del libro alemán Reise Durch Die La Plata Staaten publicado en Halle -Alemania- en 1861 siendo su autor el Dr. Carlos Germán Burmeister. Entre algunas de sus consideraciones dice: "Catamarca goza de una buena administración; el Gobernador actual es un comerciante acomodado y culto llamado Molina, que se preocupa sobremanera en promover el adelanto de su ciudad nativa enriqueciéndola con multitud de obras valiosas". Elocuente e imparcial juicio de un ilustre extranjero.